# ذربوب
الذُرْبُوب أو الإسْتِرْنِبِرْجِيَة أو السْتِرْنْبِرْجْيَة أو الحيلوان (الاسم العلمي: Sternbergia)، جنس نباتات أوراسية وشمال إفريقية من فصيلة النرجسية. يتكون الجنس من ثمانية أنواع معترف بها لها انتشار واسع في جميع أنحاء حوض البحر المتوسط وكذلك وسط وجنوب غرب آسيا.

## الأنواع

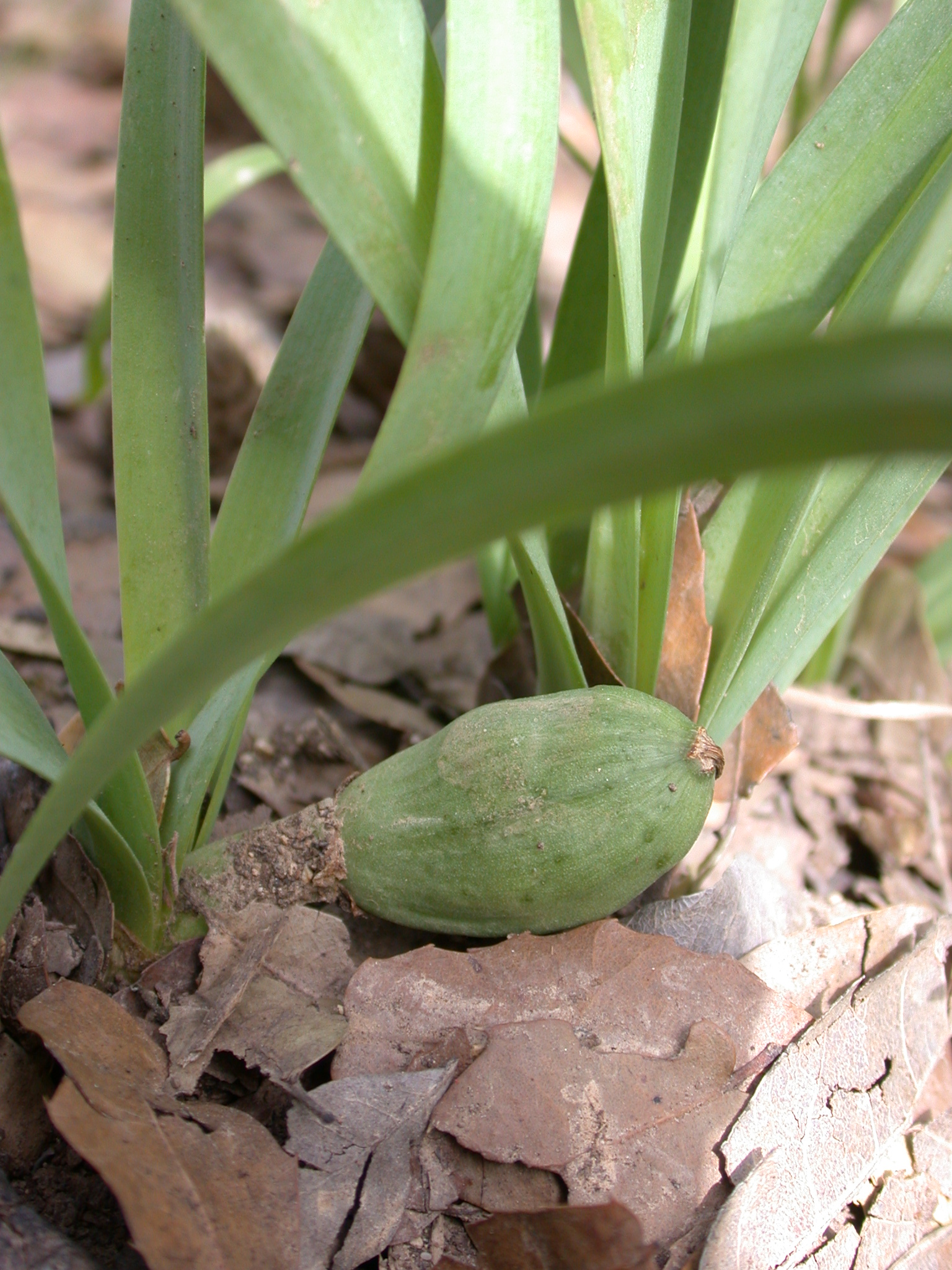
صورة ثمرة الحيلوان.

من أنواعه:
- ذربوب أصفر
- ذربوب فيشر
- ذربوب سورنجاني الزهرة